# Adolphe-Joseph Deligne
Pour les articles homonymes, voir Deligne.
Adolphe-Joseph Deligne, né à Cambrai le 12 juin 1818 et mort à Saint-Quentin le 9 avril 1876, est un peintre français.

## Biographie
Adolphe-Joseph Deligne est le fils de Nicolas Joseph Deligne, bourrelier, et de Victoire Désirée Ducrocq.
Il épouse Aglaé Euphémie Boileux.
Artiste peintre, il devient directeur de l'école nationale de dessin de Saint-Quentin.
Il meurt le 9 avril 1876 à son domicile.